# Pilateno
Pilateno är en ort i Mexiko.   Den ligger i kommunen Xilitla och delstaten San Luis Potosí, i den centrala delen av landet, 210 km norr om huvudstaden Mexico City. Pilateno ligger 401 meter över havet och antalet invånare är 594.
Terrängen runt Pilateno är kuperad österut, men västerut är den bergig. Runt Pilateno är det ganska tätbefolkat, med 96 invånare per kvadratkilometer. Närmaste större samhälle är Xilitla, 6,5 km norr om Pilateno. I omgivningarna runt Pilateno växer i huvudsak städsegrön lövskog.